# Casa (winkelketen)
Casa was een internationale keten van winkels met decoratieve en huishoudelijke artikelen alsmede huishoudtextiel en tuin- en interieurmeubelen. Het was van oorsprong een Belgisch bedrijf.

## Geschiedenis
De hoofdzetel van Casa was lang in Itegem, deelgemeente van Heist-op-den-Berg en waar zich ook een distributiecentrum bevond. Een tweede distributiecentrum staat in het vlakbij gelegen Heultje-Westerlo. Voor de buitenlandse winkels beschikt de keten nog over kantoren in Parijs, Rivas-Vaciamadrid (Madrid), Sintra (Portugal), Bern en Bologna. In 2017 verhuisde het hoofdkantoor van Itegem naar Olen.
Sinds 1988 maakte Casa deel uit van Blokker Holding. Dit liet een sterke expansie van het bedrijf toe: eerst in België en het Groothertogdom Luxemburg, Frankrijk, Spanje, Portugal en Zwitserland. Vanaf 2008 werd Casa ook actief in Italië, Oostenrijk, Aruba en Marokko. De omzet van Casa werd echter in het boekjaar 2014 (dat liep tot 24 januari 2015) niet meer geconsolideerd in de Blokker holding en vanaf 2016 maakt Casa geen deel meer uit van de holding en kwam deze volledig in handen van de familie Blokker. Vanaf 2018 opende Casa in Nederland winkels door het ombouwen van Xenoswinkels naar Casawinkels. In 2021 verkocht de familie Blokker zijn aandelen aan het management en investeerder Globitas.
In 2024 werd Casa overgenomen door het Zweedse AAS Retail, bekend van de Zweedse winkelketen Åhléns. De financiële situatie van het bedrijf werd nijpend en in oktober 2024 werd gerechtelijke bescherming aangevraagd tegen schuldeisers. In enkele zaken werd een uitverkoop gehouden.
Op 5 maart 2025 werd het faillissement aangevraagd door Casa in België. 544 medewerkers dreigen hun job te verliezen en 63 winkels, het distributiecentrum en het hoofdkantoor in Olen sluiten. Ook de webshop werd per direct gesloten. Curatoren worden aangesteld om een eventuele (gedeeltelijke) overnemer te zoeken. Op 8 april van dat jaar werd bekendgemaakt dat ook de Nederlandse tak faillissement had aangevraagd.
Op 29 april 2025 is Casa Nederland ook failliet verklaard .

## Winkels
Casa had medio 2015 circa 530 winkels in negen landen. Daarna was het aantal licht afgenomen. De verdere daling tussen 2017 en 2019 (voornamelijk in Frankrijk en Spanje) werd quasi gecompenseerd door de opening van 36 winkels in Nederland.
| Aantal winkels | juni 2015 | juli 2017 | september 2019 |
| -------------- | --------- | --------- | -------------- |
| België         | 88        | 71        | 73             |
| Luxemburg      | 8         | 8         | 8              |
| Nederland      | -         | -         | 36             |
| Frankrijk      | 233       | 199       | 175            |
| Spanje         | 85        | 76        | 63             |
| Portugal       | 21        | 20        | 21             |
| Zwitserland    | 28        | 22        | 19             |
| Oostenrijk     | 1         | 1         | -              |
| Italië         | 71        | 92        | 91             |
| Aruba          | 1         | 1         | 1              |
| Marokko        | -         | 6         | 7              |
| Totaal         | 536       | 496       | 494            |